# Терещенко, Ирина Георгиевна
Ири́на Гео́ргиевна Тере́щенко (укр. Ірина Георгіївна Терещенко; 21 января 1947) — советская и украинская киноактриса. Член Национального союза кинематографистов Украины.

## Биография
Родилась 21 января 1947 года. В кино снималась с 1967 года. В 1970 году окончила КГИТИ имени И. К. Карпенко-Карого и стала актрисой киностудии имени А. Довженко в Киеве.

## Фильмография
1. 1961 — Зелёная ветка мая / Zelyonaya vetka maya
2. 1967 — Марианна — Марианна, радистка
3. 1970 — Крутой горизонт
4. 1970 — Умеете ли вы жить? — Наташа Королюк, пианистка, студентка Харьковской консерватории
5. 1972 — Первый шторм — Валентина Георгиевна
6. 1972 — Познай себя — Инга
7. 1974 — Осенние грозы — Лена
8. 1974 — Рейс первый, рейс последний — Галя
9. 1975 — Вы Петьку не видели? — ведущая на танцах
10. 1975 — Ральф, здравствуй! — Ирина Георгиевна, воспитатель
11. 1976 — Город с утра до полуночи — мать мальчика
12. 1976 — Дума о Ковпаке — немая девушка в сожжённом селе
13. 1976 — Предположим, ты капитан… — эпизод
14. 1976 — Случай на фестивале — Галя
15. 1977 — Ветер «Надежды» — официантка
16. 1977 — На короткой волне — эпизод
17. 1977 — Приглашение к танцу — Лена
18. 1977 — Рождённая революцией — Зоя Гусакова, невеста Евгения
19. 1978 — Где ты был, Одиссей? — Лотта Больц, шарфюрер СС
20. 1978 — Накануне премьеры — учительница
21. 1979 — Киевские встречи (В последние дни лета) — Саша, художница
22. 1981 — Беспокойное лето — Розалия Ивановна
23. 1986 — Одинокая женщина желает познакомиться — Ирина, работница ателье
24. 1986 — Первоцвет
25. 1987 — Десять негритят — миссис Роджерс
26. 1988 — Дорога в ад — эпизод
27. 1988 — Зона
28. 1989 — Хочу сделать признание — эпизод
29. 1990 — Допинг для ангелов — эпизод
30. 1990 — Красное вино победы — эпизод
31. 1995 — Остров любви — Элиза, продажная женщина